# Product
Product est une comédie de théâtre du Britannique Mark Ravenhill, parue en 2005.

## Production française
Cette pièce a été mise en scène en 2008 (reprise en 2010) au Théâtre-Studio d'Alfortville par Sylvain Creuzevault (en collaboration avec Lionel Gonzàlez) et interprétée par Christian Benedetti et Alexandra Flandrin.

## Argument
Un producteur tente de convaincre une actrice d'interpréter le rôle principal de son prochain film. Il lui lit le scénario qui raconte l'histoire d'une jeune femme qui s'éprend d'un terroriste musulman.